# Wilhelm Wolf (Verleger)

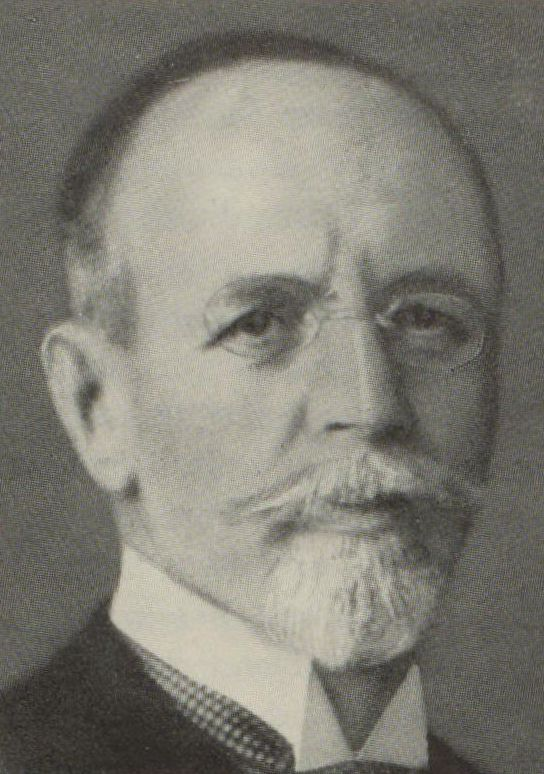
Wilhelm Wolf

Wilhelm Wolf (* 30. August 1863 in Oberndorf; † 25. März 1938 ebenda) war ein deutscher Zeitungsverleger.

## Leben
Wolf war der Enkel von Wilhelm Brandecker, der 1835 die Zeitung „Schwarzwälder Bote“ gegründet hatte. Wilhelm Wolf studierte Rechtswissenschaften in Tübingen und wurde Mitglied der Burschenschaft Germania. 1891 wurde er in die Leitung des „Schwarzwälder Boten“ berufen. Er war zunächst Chefredakteur, später dann Verleger der Zeitung.
Wolf war daneben in verschiedenen Berufsverbänden aktiv: er gehörte seit 1907 dem Vorstand des Vereins Deutscher Zeitungsverleger an, 1910 übernahm er den Vorstandsposten des neugegründeten Vereins Württembergischer Zeitungsverleger, und er saß daneben auch im Vorstand des Landesverbandes der Presse Württemberg. Daneben war Wolf Aufsichtsratsmitglied und Aufsichtsratsvorsitzender Oberndorfer Gewerbebank.